# Liste der Kulturgüter in Surses
Die Liste der Kulturgüter in Surses enthält alle Objekte in der Gemeinde Surses im Kanton Graubünden, die gemäss der Haager Konvention zum Schutz von Kulturgut bei bewaffneten Konflikten, dem Bundesgesetz vom 20. Juni 2014 über den Schutz der Kulturgüter bei bewaffneten Konflikten sowie der Verordnung vom 29. Oktober 2014 über den Schutz der Kulturgüter bei bewaffneten Konflikten unter Schutz stehen.
Objekte der Kategorien A und B sind vollständig in der Liste enthalten, Objekte der Kategorie C fehlen zurzeit (Stand: 1. Januar 2023).

## Kulturgüter
| Foto |                                                                                                 | Objekt | Kat. | Typ | Standort                                     | Beschreibung |
| ---- | ----------------------------------------------------------------------------------------------- | --- | ---- | --- | -------------------------------------------- | ------------ |
| ja   | Datei hochladen · Wikidata zu Julierpass (Q289898)                                              | Julierpass (römisches Passheiligtum) / Pass dal Gelgia, sanctuari roman KGS-Nr.: 02873                                                                 | A    | F/G | Bivio, Julierpass 775820 / 149340            |              |
| ja   | Datei hochladen · Wikidata zu Burg Riom (Q1013686)                                              | Burg Riom / Chastè da Riom KGS-Nr.: 03172 | A    | F/G | Riom, Dinvei 764360 / 164250                 |              |
| ja   | Datei hochladen · Wikidata zu Haus Fontana (Q29521669)                                          | Haus Fontana / Tgesa Fontana KGS-Nr.: 03203 | A    | G   | Salouf, Veia Principala 10 763686 / 165946   |              |
| ja   | Datei hochladen · Wikidata zu Church St. Martin (Q29521637)                                     | Katholische Kirche Son Martegn / Baselgia catolica Son Martegn KGS-Nr.: 03220                                                                          | A    | G   | Savognin, Veia Son Martegn 2 765000 / 162290 |              |
| BW   | Datei hochladen · Wikidata zu Padnal / Mot la Cresta, bronzezeitliche Höhensiedlung (Q29521660) | Padnal, Mot la Cresta, bronzezeitliche Höhensiedlung / Padnal, Mot la Cresta, culegna dal temp da bronz KGS-Nr.: 03221                                 | A    | F   | Savognin, Stradung 766100 / 162370           |              |
| ja   | Datei hochladen · Wikidata zu Katholische Kirche St. Blasius mit Pfarrhaus (Q29521645)          | Katholische Kirche Son Plasch mit Pfarrhaus / Baselgia catolica Son Plasch cun chasa pravenda KGS-Nr.: 03350                                           | A    | G   | Tinizong, Veia digl Mot 766907 / 161388      |              |
| BW   | Datei hochladen · Wikidata zu (Q29521654)                                                       | Haus Cresta / Tgesa Cresta KGS-Nr.: 09529 | A    | G   | Tinizong, Sumvei 35 767271 / 161083          |              |
| ja   | Datei hochladen                                                                                 | Septimerpass, römisches Militärlager / Pass dal Set, champ militar roman KGS-Nr.: 16354                                                                | A    | F   | Bivio, Septimerpass 768996 / 143218          |              |
| BW   | Datei hochladen                                                                                 | Senslas, neolithisch-eisenzeitliche Felszeichnungen / Senslas, petroglifas neoliticas e dal temp da fier KGS-Nr.: 16355                                | A    | F   | Tinizong 767129 / 162552                     |              |
| BW   | Datei hochladen · Wikidata zu Barscheinz, bagn puril (Q29785160)                                | Bagn puril / Gutsbetrieb KGS-Nr.: 02874 | B    | G   | Bivio, Barscheinz 770560 / 148559            |              |
| ja   | Datei hochladen · Wikidata zu Baselgia catolica San Giagl, Bivio (Q29785164)                    | Katholische Kirche St. Gallus / Baselgia catolica San Giagl KGS-Nr.: 02875                                                                             | B    | G   | Bivio 769882 / 148820                        |              |
| ja   | Datei hochladen · Wikidata zu (Q29785162)                                                       | Katholische Kirche / Baselgia catolica KGS-Nr.: 02964                                                                                                  | B    | G   | Cunter, Stradung 764940 / 164200             |              |
| ja   | Datei hochladen · Wikidata zu Burg Marmels (Q1013078)                                           | Marmels, mittelalterliche Burgruine / Marmorerat, ruina da chastè medievala KGS-Nr.: 03099                                                             | B    | G   | Marmorera 767980 / 152960                    |              |
| ja   | Datei hochladen · Wikidata zu Son Niclo (Parsonz) (Q29785182)                                   | Katholische Kirche Son Niclà / Baselgia catolica Son Niclà KGS-Nr.: 03173                                                                              | B    | G   | Parsonz 763450 / 164180                      |              |
| ja   | Datei hochladen · Wikidata zu Katholische Pfarrkirche St. Laurentius, Riom (Q29785183)          | Katholische Kirche Son Luregn / Baselgia catolica Son Luregn KGS-Nr.: 03174                                                                            | B    | G   | Riom 764188 / 164238                         |              |
| ja   | Datei hochladen · Wikidata zu Katholische Kirche Son Gieri (Q29785167)                          | Katholische Kirche Son Gieri / Baselgia catolic Son Gieri KGS-Nr.: 03200                                                                               | B    | G   | Salouf, Mulegn 763619 / 166360               |              |
| BW   | Datei hochladen · Wikidata zu Eisenschmelze (Q29785176)                                         | Fuorn Flecs (neuzeitliche Eisenverhüttungsanlage) KGS-Nr.: 03201                                                                                       | B    | G   | Salouf 763999 / 166499                       |              |
| ja   | Datei hochladen · Wikidata zu Motta Vallac (Q22407833)                                          | Motta da Vallac, bronzezeitliche und mittelalterliche Alpsiedlung Motta da Vallac, culegna alpina dal temp da bronz e dal temp medieval KGS-Nr.: 03202 | B    | F   | Salouf 763650 / 167199                       |              |
| ja   | Datei hochladen · Wikidata zu Kirche Nossadonna (Q29785165)                                     | Katholische Kirche Nossa Donna / Baselgia catolic Nossa Donna KGS-Nr.: 03222                                                                           | B    | G   | Savognin, Veia Curvanera 13 765280 / 162630  |              |
| BW   | Datei hochladen · Wikidata zu (Q29785169)                                                       | Katholische Kirche Son Mitchel / Baselgia catolic Son Mitchel KGS-Nr.: 03223                                                                           | B    | G   | Savognin, Stradung 765420 / 162940           |              |
| BW   | Datei hochladen · Wikidata zu (Q29785172)                                                       | Haus Curvanera / Chasa Curvanera KGS-Nr.: 03224 | B    | G   | Savognin, Veia Curvanera 8 765190 / 162664   |              |
| ja   | Datei hochladen · Wikidata zu Chasa Peterelli, Savognin (Q29785174)                             | Haus Peterelli / Chasa Peterelli KGS-Nr.: 03225 | B    | G   | Savognin, Stradung 28 765389 / 162900        |              |
| BW   | Datei hochladen · Wikidata zu (Q29785185)                                                       | Rutnal, bronzezeitlich-frührömische und mittelalterliche Siedlung / Rutnal, culegna dal temp da bronz, da fier e dal medieval KGS-Nr.: 03226           | B    | F   | Savognin, Stradung 766100 / 162400           |              |
| ja   | Datei hochladen · Wikidata zu Tgesa Amilcar, Savognin (Q29785188)                               | Haus Amilcar / Tgesa Amilcar KGS-Nr.: 03227 | B    | G   | Savognin, Veia Curvanera 2 765205 / 162705   |              |
| ja   | Datei hochladen · Wikidata zu Burg Spliatsch (Q1014035)                                         | Burg Spliatsch, mittelalterliche Burgruine / Tuor Spliatsch, ruina dal chastè medieval KGS-Nr.: 03325                                                  | B    | G   | Sur 767900 / 154079                          |              |
| BW   | Datei hochladen · Wikidata zu Alte Mühle mit Kartätscherei (Q29785159)                          | Alte Mühle mit Kartätscherei / Vegl mulin cun stgarsinaria KGS-Nr.: 03351                                                                              | B    | G   | Tinizong, Mulegn 5 767490 / 160737           |              |
| ja   | Datei hochladen · Wikidata zu Kapelle Son Baltermia (Q14559706)                                 | Kapelle Sankt Baltermia / Chaplutta San Baltermia KGS-Nr.: 10761                                                                                       | B    | G   | Parsonz, Salaschigns 762685 / 164834         |              |
| ja   | Datei hochladen · Wikidata zu Mühle Vigl Muleg (Q29785180)                                      | Mühle Vigl Muleg / Mulin Vigl Muleg KGS-Nr.: 10777 | B    | G   | Salouf, Mulegn 11 763509 / 166639            |              |
| BW   | Datei hochladen · Wikidata zu Haus Nr. 34 (Q29785187)                                           | Haus / Tga KGS-Nr.: 10780 | B    | G   | Savognin, Veia Gerbra 16 765450 / 162839     |              |
| BW   | Datei hochladen · Wikidata zu (Q29785171)                                                       | Kapelle Son Placi e Son Roc / Chaplutta Son Placi e Son Roc KGS-Nr.: 10811                                                                             | B    | G   | Sur, Alp Flix 769669 / 154630                |              |
| BW   | Datei hochladen · Wikidata zu (Q29785190)                                                       | Turmhaus Meir / Tuor Tga d’Meir KGS-Nr.: 10812 | B    | G   | Sur, Alp Flix 770050 / 154829                |              |